# European Association of Archaeologists
De European Association of Archaeologists (EAA) is een ledenvereniging zonder winstoogmerk, open voor archeologen en in archeologie geïnteresseerde personen en organisaties in Europa en daarbuiten. De EAA werd opgericht in 1994 op een inaugurele bijeenkomst in Ljubljana (Slovenië) waar de statuten formeel werden goedgekeurd. De vereniging werd in 1999 ook erkend door de Raad van Europa. De database van de EAA omvat meer dan 11.000 leden uit 60 landen van over de hele wereld die werkzaam zijn in de prehistorie, de klassieke, de middeleeuwse en de historische archeologie. 
De EAA organiseert elk jaar een algemene bijeenkomst van de leden en publiceert het meest vooraanstaande tijdschrift van de Europese archeologie, de European Journal of Archaeology (EJA). De EAA geeft ook een elektronische nieuwsbrief uit, The European Archaeologist (TEA). De maatschappelijke zetel van de vereniging is gevestigd in Praag (Tsjechië). De voertaal van de vereniging is Engels. De Nederlandse archeoloog was Willem Willems was voorzitter van de EAA van 1998 tot 2004.

## Doelstellingen
De EAA bepaalt de professionele en ethische normen van het archeologisch werk door middel van haar statuten, de Ethische Beroepscode (Code of Practice), de Gedragsregels voor Contractarcheologie (Principles of Conduct for Professional Work) en de Gedragscode voor Veldwerktraining (Code of Practice for Fieldwork Training). De EAA Groeperingen (Communities) helpen bij het definiëren van belangrijke aspecten van het archeologisch werk door middel van permanent overleg met de EAA leden, voornamelijk bij de jaarlijkse ledenbijeenkomsten. In 1999 verleende de Raad van Europa aan de EAA de Consultatieve Status, die in 2003 werd opgewaardeerd tot de Participatieve Status.
De doelstellingen van de EAA zijn:
•	het archeologisch onderzoek en de uitwisseling van archeologische informatie te bevorderen;
•	het beheer en de kennis van het Europees archeologisch erfgoed te stimuleren;
•	ethische en wetenschappelijke standaarden voor archeologisch werk voor te schrijven;
•	de belangen van de beroepsarcheologen in Europa te behartigen;
•	de samenwerking te bevorderen met organisaties met vergelijkbare doelstellingen.

## Publicaties
De EAA publiceert het viermaandelijkse tijdschrift European Journal of Archaeology (EJA), oorspronkelijk Journal of European Archaeology geheten (1993–1997), de serie monografieën THEMES In Contemporary Archaeology, en de elektronische nieuwsbrief The European Archaeologist (TEA).

## Prijzen
De EAA awards onder meer het Europees archeologisch erfgoed Prize, de EAA Student Award, en Ere-lidmaatschap van de EAA.

### European Archaeological Heritage Prize
Vanaf 1999 reikt de EAA de European Archaeological Heritage Prize uit. Elk jaar kent een onafhankelijk comité de prijs toe aan een persoon, een instituut, een bestuur of een instelling voor het verlenen van een uitzonderlijke bijdrage tot de bescherming en presentatie van het Europees archeologisch erfgoed.
De laureaten zijn:
- 2016: de Unité d'Archéologie de la ville de Saint-Denis, Frankrijk, en Caroline Sturdy Colls, Verenigd Koninkrijk
- 2015: María Ángeles Querol Fernández, Spanje, en Martin Oswald Hugh Carver, Verenigd Koninkrijk
- 2014: Marie Louise Stig Sørensen, Verenigd Koninkrijk, en Erzsébet Jerem, Hongarije
- 2013: Daniel Thérond, voormalig directeur van het Departement Cultuur, Erfgoed en Verscheidenheid van de Raad van Europa en Vincent Gaffney, Verenigd Koninkrijk
- 2012: Willem J.H. Willems, decaan van de Faculteit Archeologie van de Universiteit Leiden, Nederland
- 2011: Girolamo Ferdinando, Verenigd Koninkrijk, en Francesco Pinto, Italië
- 2010: David John Breeze, Schotland
- 2009: Ulrich Ruoff, Zwitserland
- 2008: Jean-Paul Demoule, Frankrijk
- 2007: Siegmar von Schnurbein, Duitsland
- 2006: John Coles, Verenigd Koninkrijk
- 2005: Kristian Kristiansen, Zweden
- 2004: het Antiquities Research Centre van de Universiteit van Cambridge, Verenigd Koninkrijk
- 2003: Viktor Trifonov, Academie van Wetenschappen, Sint-Petersburg, Rusland
- 2002: Henry Cleere, ICOMOS  Parijs, Frankrijk
- 2001: Otto Braasch, Duitsland
- 2000: Margareta Biörnstad, Zweden
- 1999: M. Carrilho, Minister van Cultuur, Portugal

### Student Award
De Student Award werd ingesteld in 2002 en wordt jaarlijks toegekend voor de beste presentatie door een master- of doctoraatsstudent op de jaarlijkse ledenbijeenkomsten.
De laureaten zijn
- 2016 - Sian Mui en S:humon Hussain
- 2015 - Patrycja Kupiec, en een special vermelding voor Christine Cave en Alex Davies
- 2014 - Can Aksoy en Ziyacan Bayar
- 2013 - Oliver Dietrich
- 2012 - Maria Leena Lahtinen
- 2011 - Heide Wrobel Norgaard
- 2010 - Camilla Norman
- 2009 - Pamela Cross
- 2008 - niet toegekend
- 2007 - Goce Naumov
- 2006 - niet toegekend
- 2005 - Marta Caroscio
- 2004 - Jonathan D. Le Huray
- 2003 - Anita Synnestvedt
- 2002 - Laura M. Popova

## Bestuur
De EAA wordt bestuurd door een door de leden verkozen Raad van Bestuur (Executive Board). De Raad van Bestuur bestaat uit drie (of vier) directeurs (Officers), de President, eventueel de President-elect, de Secretaris en de Penningmeester, en uit 6 gewone leden. De huidige president is Felipe Criado Boado. 

## Jaarlijkse ledenbijeenkomsten
De inaugurale bijeenkomst van de EAA vond plaats in Ljubljana, Slovenië, in september 1994. De eerste officiële ledenbijeenkomst is doorgegaan in september 1995 in Santiago de Compostela, Spanje, en sindsdien heeft er elk jaar een ledenbijeenkomsten plaats gevonden. Hieronder vindt U een de recente en toekomstige ledenbijeenkomsten.
|       | Lokatie                | Wanneer                            | opmerking                                                    |
| ----- | ---------------------- | ---------------------------------- | ------------------------------------------------------------ |
| 29ste | Belfast, Noord-Ierland | 30 augustus tot 2 september, 2023* |                                                              |
| 28ste | Boedapest, Hongarije   | 31 augustus tot 3 september, 2022* |                                                              |
| 27ste | Kiel, Duitsland        | 8 tot 11 september, 2021*          |                                                              |
| 26ste | Boedapest, Hongarije   | 24 tot 30 augustus 2020            | Gewijzigd naar online bijeenkomst vanwege de Coronapandemie. |
| 25ste | Bern, Zwitserland      | 4 tot 8 september 2019             |                                                              |
| 24ste | Barcelona, Spanje      | 5 tot 8 september 2018             |                                                              |
| 23ste | Maastricht, Nederland  | 30 augustus tot 3 september 2017   | Eerste maal dat een land voor de tweede maal gastheer was.   |
| 22ste | Vilnius, Litouwen      | 31 augustus tot 4 september 2016   |                                                              |
| 21ste | Glasgow, Schotland     | 2 tot 5 september 2015             |                                                              |
| 20ste | Istanboel, Turkije     | 10 tot 14 september 2014           |                                                              |
| 19de  | Pilsen, Tsjechië       | 4 tot 8 september 2013             |                                                              |
| 18de  | Helsinki, Finland      | 30 augustus tot 1 september 2012   |                                                              |
| 17de  | Oslo, Noorwegen        | 14 tot 18 september 2011           |                                                              |
| 16de  | Den Haag, Nederland    | 1 tot 5 september 2010             | Eerste maal in Nederland.                                    |

- deze hebben nog niet plaatsgevonden